# TII
Pour les articles homonymes, voir TII (homonymie).
Le signal TII, pour Transmitter Identification Information, est un signal inclus dans la transmission d'un émetteur DAB+.
Il est transporté dans le canal de synchronisation, durant le symbole nul.
Il permet l'identification sans ambiguïté de chaque émetteur d'un réseau DAB+, notamment lors de l'usage de la technologie SFN.